# Bandana Nepal
Bandana Nepal (sinh năm 2001) là một vũ công người Nepal. Tính đến  năm 2020cô giữ kỷ lục Guinness cho "Cuộc thi nhảy marathon cho cá nhân dài nhất", cô đã nhảy liên tục trong 126 giờ. Bên cạnh việc nhảy, cô ấy còn xuất hiện trong một video âm nhạc của Nepali "Chautari". Nepal bắt đầu nhảy từ năm 5 tuổi với anh trai và cô được đào tạo ở Nepal và Ấn Độ. Cô đã thành lập Quỹ Bandana Nepal.

## Sự nghiệp
Năm 2018, Nepal nhảy trong 126 giờ (5,25 ngày) liên tục từ ngày 23 tháng 11 cho đến ngày 28 tháng 11. Cô nhảy trong nhà hàng Big Foodland với nhạc nền Nepal và với các thành viên gia đình, phương tiện truyền thông và [công chúng] nói chung. Kỷ lục trước đó được xác lập bởi người phụ nữ Ấn Độ Kalamandalam Hemalatha, người đã thực hiện trong 123 giờ 15 phút. Nepal cho biết Hemalatha đã truyền cảm hứng cho cô.
Vào tháng 5 năm 2019, Nepal được Thủ tướng Nepal KP Sharma Oli vinh danh và nhận được chứng nhận chính thức cho Kỷ lục Guinness thế giới cho "nhảy marathon dài nhất của một cá nhân". Nepal nói rằng cô chấp nhận thách thức để quảng bá văn hóa của Nepal. Để chuẩn bị, cô thực hiện trong khoảng 100 giờ. Tân Hoa Xã đưa tin rằng "Mặc dù liên tục lắc hông và ngọ nguậy cổ trong 6 ngày không ngủ, nghỉ ngơi và thức ăn thích hợp, cô gái trẻ vẫn cố gắng nhảy đến giờ nhắm mục tiêu bằng cách duy trì nụ cười trên khuôn mặt".
Nepal thành lập tổ chức Bandana Nepal Foundation "giúp đỡ phụ nữ nghèo ở Nepal". Cô cũng đã biểu diễn ở Bangalore, Ấn Độ. Năm 2020, cô xuất hiện trong video âm nhạc của Shirish Devkota cho bài hát "Chautari".

## Đời tư
Nepal sinh năm 2001 và cư trú tại huyện Dhankuta, Nepal. Cô đang học Quản trị kinh doanh. Cô bắt đầu nhảy từ năm 5 tuổi với anh trai và được hướng dẫn ở Nepal và Ấn Độ.